# Споровські болота
Спорівські болота (біл. Спораўскія балоты) — один із найбільших комплексів боліт Європи. 
Болота містяться в Берестейській області у заплаві річки Ясельда, шириною в 0,5-2 км обабіч річища. Це низинні болота з типовою флорою і фауною. 
Споровські болота разом зі Спорівським озером розташовані на території Спорівського заказника, в якому мешкає понад сто видів птахів. 18 видів рослин, 18 видів комах, 20 видів птахів і болотна черепаха, що мешкають у Спорівських болотах, занесені до Червоної книги Білорусі. Два види комах перебувають також і в Європейській Червоній книзі. 
Головна небезпека екосистеми боліт - зміна гідрологічного режиму Ясельди внаслідок меліоративних робіт.